# Döbeln Hauptbahnhof
Döbeln Hauptbahnhof is een spoorwegstation in de Duitse plaats Döbeln. 
Dit in 1868 geopende centraal station van de stad, 2 km ten westen van de binnenstad, ligt aan verscheidene spoorlijnen, waarvan er een aantal echter in het verleden, wegens onvoldoende rendement en verouderde infrastructuur, voor passagiersvervoer gesloten zijn. De enige spoorlijn met reizigersvervoer, die anno 2024 Döbeln Hbf aandoet, loopt naar Riesa (25 km noordoostwaarts; traject reeds in 1847 geopend), en de andere kant op via Waldheim naar Chemnitz Hauptbahnhof, 41 km in zuidwestelijke richting. Aan deze laatste lijn heeft het Döbelner stadsdeel Limmritz, 3½ km ten zuidwesten van het centraal station, nog een spoorweghalte. 
Het in 1847 geopende station te Bauchlitz, later Döbeln-Nord geheten, werd in 1965 om economische redenen gesloten, evenals de smalspoorlijn die daarlangs liep.
Van het centraal station naar het centrum v.v. liep aanvankelijk, van 1892 tot 1926, een ruim 2 km lang paardentramtraject. Over een stuk van 500 meter is dit in 2007 als toeristische attractie in ere hersteld. 
Het spoortraject Limmritz - Waldheim had in de periode 1848 - 1852, waarin de spoorlijn werd aangelegd, de bijnaam Faillissementsmijl (Bankrottmeile). De hoge bouwkosten van 6 bruggen en viaducten leidden tot het faillissement van de spoorwegmaatschappij, die uiteindelijk met overheidssteun onder een andere naam de lijn alsnog kon openen en gaan exploiteren.
Met Waldheim, Nossen en Freiberg bestaan streekbusverbindingen; de meeste buslijnen hebben echter een lage frequentie, en vallen, als er op de Autobahn files staan, uit of lopen grote vertraging op.

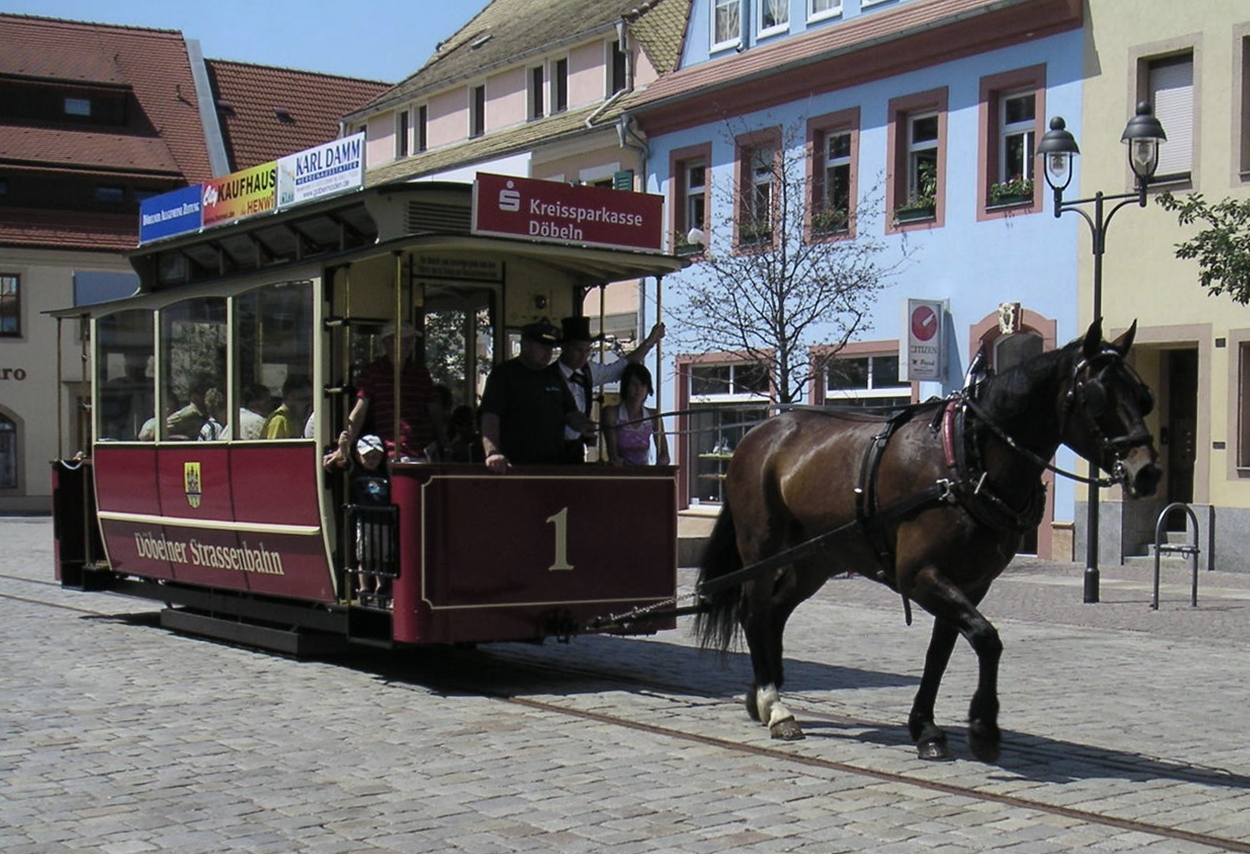
Paardentram
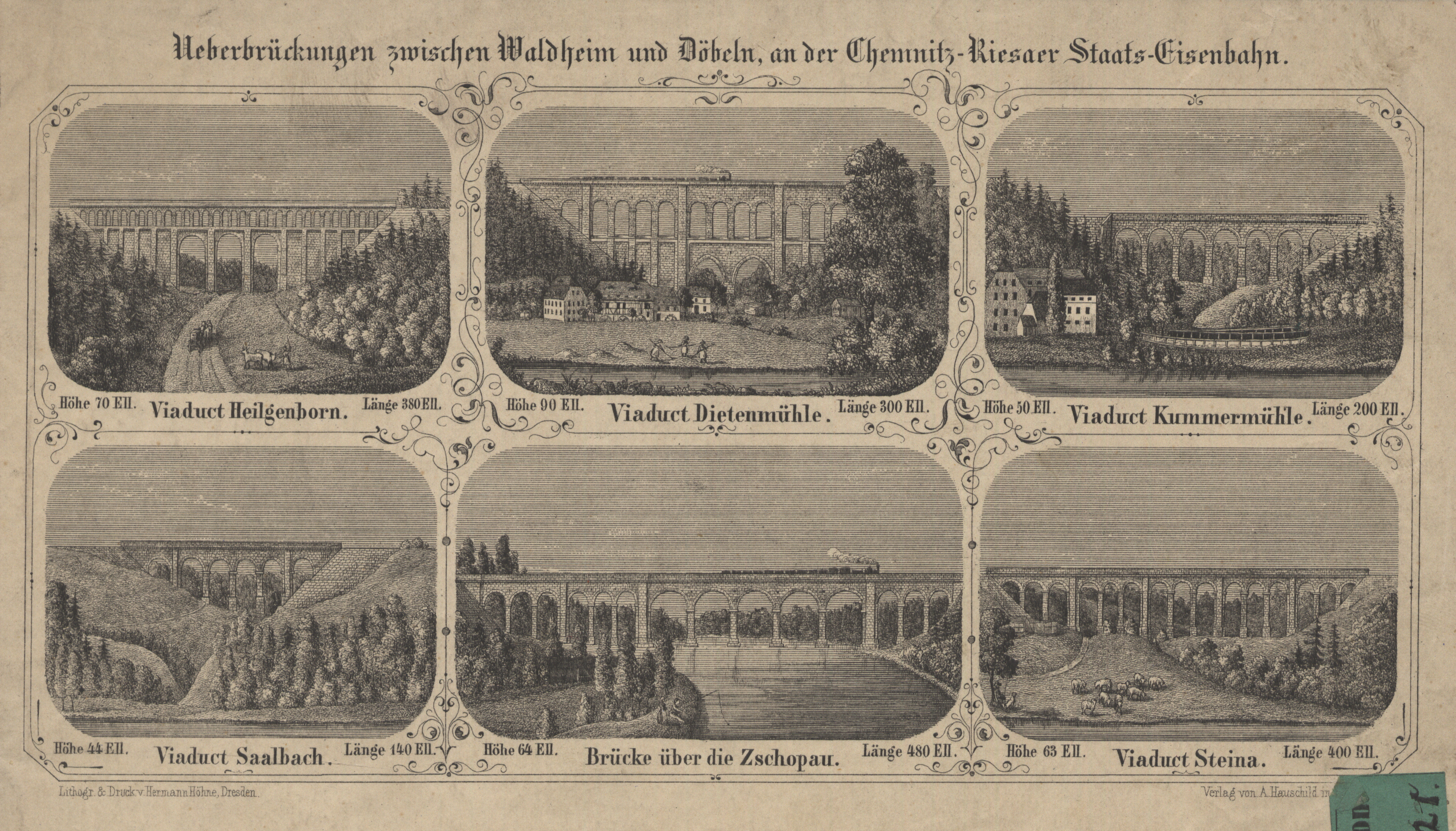
Prent uit 1850: zes viaducten in de spoorlijn Döbeln-Waldheim
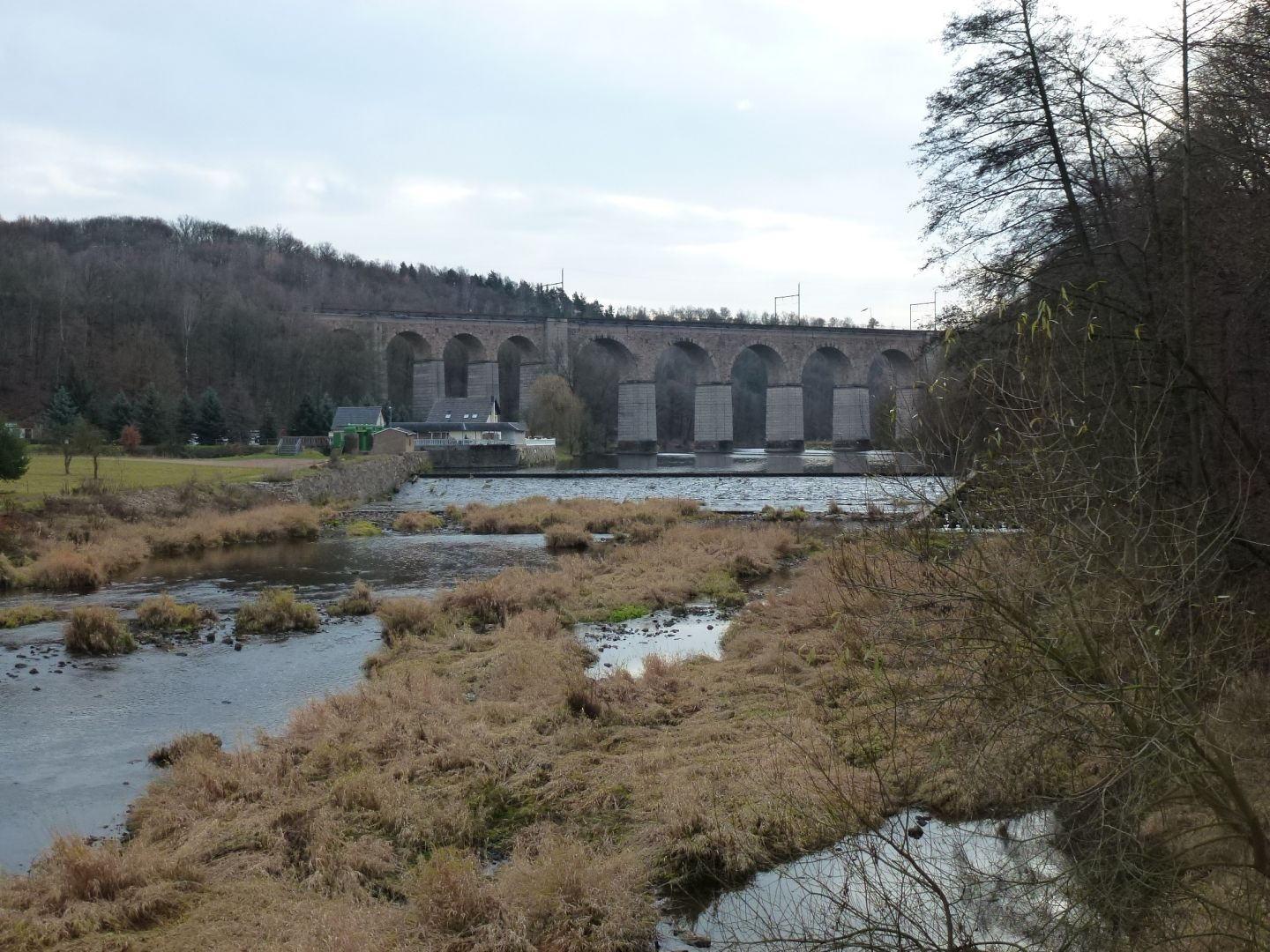
Spoorviaduct Limmritz over de Zschopau
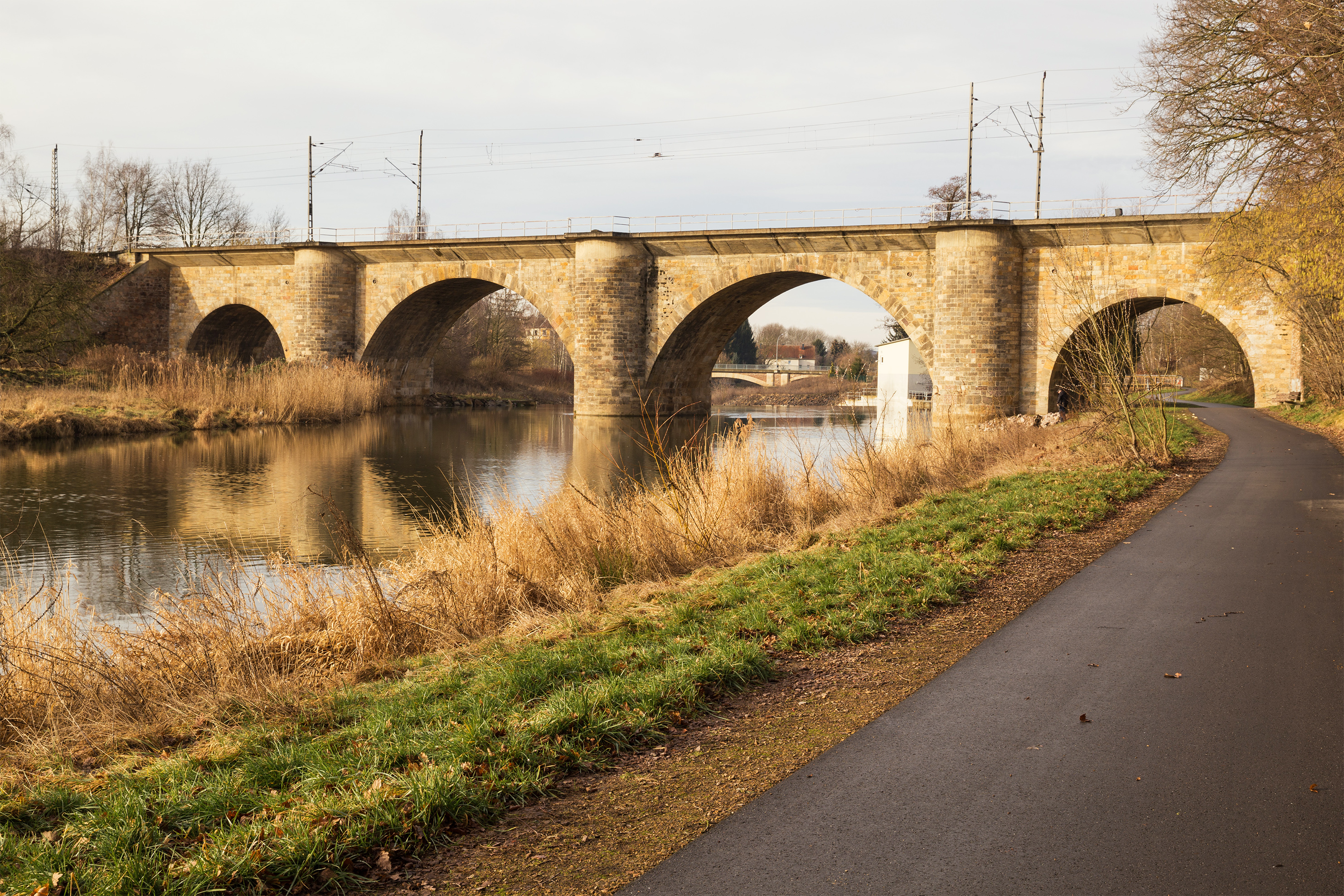
Spoorviaduct Großbauchlitz bij Döbeln